# Captured by Bedouins
Pour plus de détails, voir Fiche technique et Distribution.
Captured by Bedouins est un film américain sorti en 1912, réalisé en Egypte, durant l'hiver 1912 par Sidney Olcott avec Jack J. Clark et Gene Gauntier dans les rôles principaux.

## Fiche technique
- Réalisation : Sidney Olcott
- Scénario : Gene Gauntier
- Production : Kalem
- Distribution : General Film Company
- Directeur de la photo : George K. Hollister
- Décors : Allen Farnham
- Longueur : 317 m
- Date de sortie :

## Distribution
- Jack J. Clark : Lieutenat Greig
- Gene Gauntier : Doris
- J.P. McGowan :

## Anecdotes
Le film a été tourné à bord du SS Adriatic en décembre 1911 et en Égypte, au Caire, durant le premier trimestre 1912.
Une copie est conservée à la Bibliothèque du Congrès, à Washington DC et au British Film Institute National Archives, à Londres.